# Weigenheim
Weigenheim település Németországban, azon belül Bajorországban. Lakosainak száma 1005 fő (2023. december 31.). Weigenheim Sugenheim és Markt Nordheim községekkel határos.

## Népesség
A település népessége az elmúlt években az alábbi módon változott:
| Lakosok száma | 516  | 655  | 945  | 972  | 1011 | 1000 | 969  | 954  | 972  | 1005 |
|               | 1875 | 1950 | 1975 | 1987 | 2012 | 2014 | 2016 | 2017 | 2021 | 2023 |